# RFPL3
RFPL3 (англ. Ret finger protein like 3) – білок, який кодується однойменним геном, розташованим у людей на довгому плечі 22-ї хромосоми. Довжина поліпептидного ланцюга білка становить 317 амінокислот, а молекулярна маса — 35 386.
| 10         |  | 20         |  | 30         |  | 40         |  | 50         |
| ---------- |  | ---------- |  | ---------- |  | ---------- |  | ---------- |
| MKRLSLVTTN |  | RLSPQGNFLP |  | LCTFPLAVDM |  | AALFQEASSC |  | PVCSDYLEKP |
| MSLECGCTVC |  | LKCINSLQKE |  | PHGEDLLCCC |  | CSMVSQRNKI |  | RPNRQLERLV |
| SHIKELEPKL |  | KKILQMNPRM |  | RKFQVDMTLD |  | ADTANNFLLI |  | SDDLRSVRSG |
| LITQNRQDLA |  | ERFDVSVCIL |  | GSPRFTCGRH |  | YWEVDVGTST |  | EWDLGVCRES |
| VHCKGKIQLT |  | TELGFWTVSL |  | RDGSRLSAST |  | VPLTFLLVDR |  | KLQRVGIFLD |
| MGMQNVSFFD |  | AESGSHVYTF |  | RSVSAEEPLR |  | PFLAPSIPPN |  | GDQGVLSICP |
| LMNSGTTDAP |  | VRPGEAK    |  |            |  |            |  |            |

A: Аланін

C: Цистеїн

D: Аспарагінова кислота

E: Глутамінова кислота

F: Фенілаланін

G: Гліцин

H: Гістидин

I: Ізолейцин

K: Лізин

L: Лейцин

M: Метіонін

N: Аспарагін

P: Пролін

Q: Глутамін

R: Аргінін

S: Серин

T: Треонін

V: Валін

W: Триптофан

Задіяний у такому біологічному процесі, як альтернативний сплайсинг. 
Білок має сайт для зв'язування з іонами металів, іоном цинку. 